# Poço do Canto
Poço do Canto is een plaats (freguesia) in de Portugese gemeente Mêda en telt 591 inwoners (2001).